# Fredriksson
Fredriksson  ist ein patronymisch gebildeter schwedischer Familienname mit der Bedeutung „Sohn des Fredrik“ (dt. „friedlicher Herrscher“, „Friedensfürst“). Die norwegische Form des Namens ist Fredriksen, die dänische Frederiksen.

## Namensträger
- Benny Fredriksson (1959–2018), schwedischer Schauspieler, Theaterregisseur und -direktor
- Börje Fredriksson (1937–1968), schwedischer Saxophonist und Komponist
- Carl Henrik Fredriksson (* 1965), schwedischer Literaturschaffender
- David Fredriksson (* 1985), schwedischer Eishockeyspieler
- Eine Fredriksson (* 1950), schwedischer Fußballspieler
- Erik Fredriksson (* 1943), schwedischer Fußballschiedsrichter
- Erik Algot Fredriksson (1885–1930), schwedischer Tauzieher
- Gert Fredriksson (1919–2006), schwedischer Kanute
- Gunnar Fredriksson (* 1930), schwedischer Schriftsteller
- Karl Ragnar Fredriksson (1915–1992), schwedischer Schauspieler
- Knut Fredriksson (1930–2019), schwedischer Speerwerfer
- Linda Fredriksson (* 1985), finnische Jazzmusikerin
- Marianne Fredriksson (1927–2007), schwedische Schriftstellerin
- Marie Fredriksson (1958–2019), schwedische Musikerin
- Mathias Fredriksson (* 1973), schwedischer Skilangläufer
- Michael Fredriksson (* 1949), schwedischer Sprinter
- Stig Fredriksson (* 1956), schwedischer Fußballspieler und Trainer
- Thobias Fredriksson (* 1975), schwedischer Skilangläufer